# Dick McGuire
Richard Joseph McGuire, detto Dick (Huntington, 25 gennaio 1926 – Long Island, 3 febbraio 2010), è stato un cestista e allenatore di pallacanestro statunitense, professionista nella NBA.
Era il fratello di Al McGuire e lo zio di Allie McGuire.

## Carriera
Venne selezionato dai New York Knicks al primo giro del Draft BAA 1949 (7ª scelta assoluta).

## Statistiche

### NBA

#### Regular Season
| Anno      | Squadra         | PG  | PT | MP   | TC%  | 3P% | TL%  | RP  | AP   | PRP | SP | PP  |
| --------- | --------------- | --- | -- | ---- | ---- | --- | ---- | --- | ---- | --- | -- | --- |
| 1949-1950 | N.Y. Knicks     | 68  | -  | -    | 33,7 | -   | 65,2 | -   | 5,7* | -   | -  | 8,6 |
| 1950-1951 | N.Y. Knicks     | 64  | -  | -    | 37,1 | -   | 64,9 | 5,2 | 6,3  | -   | -  | 8,4 |
| 1951-1952 | N.Y. Knicks     | 64  | -  | 31,5 | 43,0 | -   | 63,1 | 5,2 | 6,1  | -   | -  | 9,2 |
| 1952-1953 | N.Y. Knicks     | 61  | -  | 29,2 | 38,1 | -   | 56,9 | 4,6 | 4,9  | -   | -  | 7,2 |
| 1953-1954 | N.Y. Knicks     | 68  | -  | 34,5 | 40,8 | -   | 63,8 | 4,6 | 5,2  | -   | -  | 9,1 |
| 1954-1955 | N.Y. Knicks     | 71  | -  | 35,2 | 38,9 | -   | 64,4 | 4,5 | 7,6  | -   | -  | 9,1 |
| 1955-1956 | N.Y. Knicks     | 62  | -  | 27,2 | 34,7 | -   | 62,7 | 3,5 | 5,8  | -   | -  | 6,9 |
| 1956-1957 | N.Y. Knicks     | 72  | -  | 16,5 | 38,3 | -   | 64,4 | 2,0 | 3,1  | -   | -  | 5,3 |
| 1957-1958 | Detroit Pistons | 69  | -  | 33,5 | 37,3 | -   | 66,7 | 4,2 | 6,6  | -   | -  | 8,1 |
| 1958-1959 | Detroit Pistons | 71  | -  | 29,1 | 42,7 | -   | 74,0 | 4,0 | 6,2  | -   | -  | 9,2 |
| 1959-1960 | Detroit Pistons | 68  | -  | 21,6 | 44,5 | -   | 61,7 | 3,9 | 5,3  | -   | -  | 7,1 |
| Carriera  | Carriera        | 738 | -  | 28,3 | 38,9 | -   | 64,4 | 4,2 | 5,7  | -   | -  | 8,0 |

## Palmarès

### Giocatore
- All-NBA Second Team (1951)
- 7 volte NBA All-Star (1951, 1952, 1954, 1955, 1956, 1958, 1959)
- Miglior passatore NBA (1950)